# Bathycolpodes
Bathycolpodes là một chi bướm đêm thuộc họ Geometridae.

## Các loài
- Bathycolpodes holochroa Prout, 1915
- Bathycolpodes marginata (Warren, 1897)
- Bathycolpodes perdistincta Herbulot, 2003